# Kétegyháza
Kétegyháza è un comune dell'Ungheria di 4 464 abitanti (dati 2001) . È situato nella contea di Békés.